# Врин, Рианнон Ли
Рианнон Ли Врин (англ. Rhiannon Leigh Wryn; род. 4 января 2000, Лос-Анджелес) — американская актриса.

## Биография
Рианнон Ли Врин родилась 4 января 2000 года в Лос-Анджелесе, Калифорния, США. У неё есть брат Коннор Дилан Врин (род. 1987) и сестра Хантер Энсли Врин (род. 1994), которые также снимаются в кино.
Рианнон дебютировала в кино в 2003 году с ролью юной Бетти Росс в фильме «Халк». Снималась в рекламе Hyundai, Ford. Получила известность благодаря главной роли в фильме «Последняя Мимзи Вселенной».

## Фильмография
| Год  |     | Русское название                      | Оригинальное название        | Роль                      |
| ---- | --- | ------------------------------------- | ---------------------------- | ------------------------- |
| 2003 | ф   | Халк                                  | Hulk                         | юная Бетти Росс           |
| 2005 | с   | Король Квинса                         | The King of Queens           | маленькая Симона          |
| 2007 | ф   | Последняя Мимзи Вселенной             | The Last Mimzy               | Эмма Уайлдер              |
| 2011 | ф   | Лохматое чудище                       | Monster Mutt                 | Эшли Тейлор               |
| 2012 | тф  | Вдова-детектив                        | Widow Detective              | Элла Джаррет              |
| 2013 | ф   | Все американские рождественские гимны | All American Christmas Carol | ребёнок, играющий Скруджа |
| 2018 | кор | Когда-нибудь жить                     | EverLife                     | Лора                      |
| 2018 | с   | Кемпинг                               | Camping                      | Тайлер                    |

## Награды и номинации
| Год  | Награда       | Категория                                                             | Работа                    | Результат |
| ---- | ------------- | --------------------------------------------------------------------- | ------------------------- | --------- |
| 2008 | Сатурн        | Лучший молодой актёр или актриса                                      | Последняя Мимзи Вселенной | Номинация |
| 2008 | Молодой актёр | Best Performance in a Feature Film — Young Actress Age Ten or Younger | Последняя Мимзи Вселенной | Номинация |
| 2008 | Молодой актёр | Best Performance in a Feature Film — Young Ensemble Cast              | Последняя Мимзи Вселенной | Номинация |
| 2012 | Молодой актёр | Best Performance in a DVD Film — Young Ensemble Cast                  | Лохматое чудище           | Номинация |